# Lineopalpa albimaculata
Lineopalpa albimaculata là một loài bướm đêm trong họ Noctuidae.